# Vancouver Indy
Molson Indy Vancouver — один из канадских этапов ныне не существующего формулического чемпионата Champ Car.

## История соревнования
Дебютная гонка ванкуверского Molson Indy прошла в первые выходные сентября 1990 года. В дальнейшем место гонки в календаре серии перемещалось в промежутке между серединой июля и началом сентября. Последняя гонка прошла 25 июля 2004 года.

### Победители соревнования
Чаще всего гонка по улицам Ванкувера покорялась американцу Элу Анзеру-младшему, выигравшиему четыре из шести первых Indy. Всего на одну победу меньше ещё у двух пилотов: американца Майкла Андретти и канадца Пола Трейси.
Самой побеждающей нацией в ванкуверской гонке являются США. Пилоты из этой страны выиграли семь гонок тут (причём первые семь гонок в истории Indy).
Сразу две команды имеют по три рекордные победы на ванкуверских улицах: пилоты Newman/Haas Racing и Andretti Autosport побеждали здесь по три раза. Причём коллективу из Иллинойса все три победы принёс нынешний владелец AA Майкл Андретти.

### Трасса
Трасса Indy была обустроена на территории комплекса бывшей «Экспо 86», рядом со стадионом «Би-Си Плэйс» и комплексом «Мир науки» в Ванкувере, провинция Британская Колумбия, Канада.
Конфигурация трека периодически менялась от сезона к сезону: первые восемь лет гонка проводилась на 1,703-мильной трассе Pacific Place.
В 1998 году было создано новое кольцо — восточнее оригинальной трассы. Длина круга, при этом, почти не изменилась — удлинившись на 0,099 мили; через год трасса была несколько модифицирована: длина гоночного кольца сократилась на 0,019 мили. Последняя модификация трассы продержалась до момента закрытия этапа.

### Жертвы трассы
Во время дебютного этапа Indy в 1990 году один из работников трассы был сбит одним из автомобилей участников соревнований в тот момент, когда помогал расталкивать заглохшую машину другого.

### Споры вокруг проведения
Большую часть истории Molson Indy в Ванкувере вызывал жаркие споры по поводу целесообразности своего проведения в подобном виде. Местных жителей не устраивал шум, создаваемый гоночной техникой, а также они жаловались на неудобства, вызванные созданием трассы и проведением гоночного уик-энда. При этом часть жителей готова была примириться со всеми неудобствами, считая гонку элементом глобального статуса Ванкувера.
Однако, при отмене гонки, единственной причиной отказа местных властей от автоспортивного соревнования на своих улицах была названа нежизнеспособность бизнес-модели проведения Indy.

## Победители разных лет

### CART / ChampCar
| Сезон | Гонщик             | Шасси   | Двигатель      | Команда                      | Отчёт |
| ----- | ------------------ | ------- | -------------- | ---------------------------- | ----- |
| 1990  | Эл Анзер-мл.       | Lola    | Chevrolet      | Galles-KRACO Racing          | Отчёт |
| 1991  | Майкл Андретти     | Lola    | Chevrolet      | Newman/Haas Racing           | Отчёт |
| 1992  | Майкл Андретти     | Lola    | Cosworth-Ford  | Newman/Haas Racing           | Отчёт |
| 1993  | Эл Анзер-мл.       | Lola    | Chevrolet      | Galles Racing                | Отчёт |
| 1994  | Эл Анзер-мл.       | Penske  | Ilmor          | Marlboro Team Penske         | Отчёт |
| 1995  | Эл Анзер-мл.       | Penske  | Mercedes-Ilmor | Marlboro Team Penske         | Отчёт |
| 1996  | Майкл Андретти     | Lola    | Ford           | Newman/Haas Racing           | Отчёт |
| 1997  | Маурисио Гужельмин | Reynard | Mercedes-Benz  | PacWest Racing               | Отчёт |
| 1998  | Дарио Франкитти    | Reynard | Honda          | Team KOOL Green              | Отчёт |
| 1999  | Хуан Пабло Монтойя | Reynard | Honda          | Target Chip Ganassi Racing   | Отчёт |
| 2000  | Пол Трейси         | Reynard | Honda          | Team KOOL Green              | Отчёт |
| 2001  | Роберто Морено     | Reynard | Toyota         | Patrick Racing               | Отчёт |
| 2002  | Дарио Франкитти    | Lola    | Honda          | Team KOOL Green              | Отчёт |
| 2003  | Пол Трейси         | Reynard | Ford-Cosworth  | Team Player’s                | Отчёт |
| 2004  | Пол Трейси         | Lola    | Ford-Cosworth  | Forsythe Championship Racing | Отчёт |

### Формула-Атлантик / Indy Lights
| Формула-Атлантик | Формула-Атлантик |
| Сезон            | Победитель       |
| ---------------- | ---------------- |
| 1990             | Клод Бурбонне    |
| 1991             | Стефан Прул      |
| 1992             | Патрик Карпентье |
| 1993             | Клод Бурбонне    |
| 1994             | Дэвид Эмпрингем  |
| 1995             | Дэвид Эмпрингем  |
| 1996             | Патрик Карпентье |
| 1997             | Мемо Гидли       |
| 1998             | Эндрю Бордин     |
| 1999             | Уилл Лангорн     |
| 2001             | Джоуи Хенд       |
| 2004             | Райан Дальциэль  |

| Indy Lights | Indy Lights        |
| Сезон       | Победитель         |
| ----------- | ------------------ |
| 1990        | Винчо Салми        |
| 1992        | Марк Смит          |
| 1993        | Брайан Херта       |
| 1994        | Андре Ребейро      |
| 1995        | Педру Шавеш        |
| 1996        | Клод Бурбонне      |
| 1997        | Кристиано да Матта |
| 1998        | Кристиано да Матта |
| 2000        | Скотт Диксон       |